# Vincent Francigny
Vincent Francigny est un égyptologue français, chercheur au CNRS (UMR 8167 - Orient & Méditerranée / Université de la Sorbonne - Lettres), spécialiste des royaumes kouchites au Soudan (Napata et Méroé). Il a dirigé la Section Française de la Direction des Antiquités du Soudan (SFDAS) de 2014 à 2019. Depuis 2009, il co-dirige avec le linguiste Claude Rilly la Mission de Sedeinga et depuis 2015 il est le directeur de la mission de l'Île de Saï au Soudan.

## Recherches
Docteur en égyptologie, diplômé de l'université de Lille 3, Vincent Francigny s'est spécialisé dans l'étude des nécropoles aux époques tardives et a consacré sa thèse aux pratiques funéraires privées méroïtiques. Depuis 1999, il a effectué plus d'une trentaine de missions dans la vallée du Nil et a été membre de la mission de l'Université de Lille 3 sur l'île de Saï (Nubie), de la mission française de Sedeinga (Nubie), de la mission de Lille 3 à Zankor (Kordofan) et de la mission française à el-Hassa (Keraba).
Entre 2000 et 2002, il a reçu une bourse du ministère des Affaires étrangères pour travailler à la SFDAS et au musée national du Soudan à Khartoum. Il fut ensuite chargé des collections de l'Institut de papyrologie et d'égyptologie de l'Université de Lille 3, avant de devenir chercheur à la SFDAS entre 2005 et 2010. Il a ensuite effectué un post-doctorat à la Division of Anthropology/African Ethnology de l'American Museum of Natural History (AMNH) de New York, entre 2011 et 2012. Il est chercheur associé à l'AMNH, chercheur associé à l'UMR 8164, chercheur associé à la SFDAS, et lauréat en 2013 de la Fondation White-Levy.

## Distinctions
Pour ses travaux de recherche, Vincent Francigny a notamment été primé par la Fondation Bleustein-Blanchet en 2003 et a reçu le Prix Max Serres de l'Académie des inscriptions et belles-lettres en 2004.

## Publications
- « Faras oublié, Mélanges offerts à Francis Geus », Cahiers de recherche de l’Institut de Papyrologie et d’Égyptologie de Lille, no 26, 2007, p. 99-106.
- « Incrustations en ivoire d’époque méroïtique. Les figurations hathoriques », Kush, no 19, 2008, Le Caire, p. 117-126.
- « The Meroitic Necropolises of Sai Island. First Season at the Cemetery 8-B-5.A », Sudan & Nubia, no 13, 2009, London, p. 92-99.
- « Dans les mains du défunt », Beiträge zur Sudanforschung no 10, 2009, Vienna, p. 75-80.
- « The Meroitic Necropolises of Sai Island. Second Season at the Cemetery 8-B-5.A », Sudan & Nubia no 14, 2010, London, p. 56-61.
- « L’île de Saï méroïtique », Dossiers d’Archéologie, no H-S 18, 2010, Paris, p. 62-67.
- avec Claude Rilly, « Excavations at Sedeinga. A new start », Sudan & Nubia no 14, 2010, London, p. 62-68.
- « Nécropoles, tombes et au-delà », in Michel Baud (éd.), Méroé. Un empire sur le Nil, musée du Louvre, 2010, Paris, p. 246-257.
- « De Giza à Méroé, la tombe à pyramide », in Michel Baud (ed.), Méroé. Un empire sur le Nil, musée du Louvre, 2010, Paris, p. 258.
- « La statue-Ba », in Michel Baud (ed.), Méroé. Un empire sur le Nil, musée du Louvre, Paris, 2010, p. 259-261.
- « La table d’offrandes », in Michel Baud (ed.), Méroé. Un empire sur le Nil, musée du Louvre, Paris, 2010, p. 262-263.
- « Le prince Arakakhataror », in Vincent Rondot, F. Alpi et F. Villeneuve (eds), La pioche et la plume. Hommages archéologiques à Patrice Lenoble, 2011, Paris, p. 403-411.
- avec Claude Rilly, « The Late Meroitic Cemetery at Sedeinga. Campaign 2010 », Sudan & Nubia no 15, 2011, London, p. 72-79.
- « L’île de Saï dans le Royaume de Méroé », Cahiers de Recherche de l’Institut de Papyrologie et d’Égyptologie de Lille no 29, 2011, Lille, p. 97-114.
- avec A. de Voogt, « Opening a grave in Antiquity. Formation and interpretation in the Kingdom of Meroe », Journal of African Archaeology 10(1), 2012, Frankfurt, p. 59-70.
- avec C. Iverné et A. de Voogt, Sudan Photographs. A Land Typology, 2012, Paris.
- avec Claude Rilly, « The excavations of the French archaeological mission in Sedeinga, campaign 2011 », Sudan & Nubia no 16, 2012, London, p. 60-71.
- « Preparing for the afterlife in the provinces of Meroe », Sudan & Nubia no 16, 2012, London, p. 52-59.
- avec W. Harcourt-Smith et A. de Voogt, « Northern Sudan and paleoanthropology: Historical perspectives and preliminary results from the 2011 AMNH survey », Der Antike Sudan no 23, 2012, Berlin.
- avec H. Hollund, A. de Voogt, E. Altena, P. de Knijff et C. Fallet, « Limits of Ancient DNA Extraction from Teeth: The Case of Sudanese Nubia », Nyame Akuma no 79, 2013, p. 13-29.
- avec Claude Rilly, « Sedeinga 2012. A Season of Unexpected Discoveries », Sudan & Nubia no 17, 2013, London, p. 61-65.
- avec Romain David, « Dating Funerary Material in the Meroitic Kingdom », Der Antike Sudan no 24, 2013, Berlin, p. 105-115.
- avec A. de Voogt, J. Kahn et W. Harcourt-Smith « At the border between Egypt and Nubia. Skeletal material from el-Hesa Cemetery 2 », JAEI no 6-1, 2014, London, p. 5-10.
- « An Elite Meroitic Cemetery at Sai Island », in J. R. Anderson et D. A. Welsby (eds), The Fourth Cataract and Beyond, 2014, London, p. 797-803.
- avec J. Eerkens, A. de Voogt, T. Dupras, S. C. Rose et E. J. Bartelink « Intra- and inter-individual variation in δ13C and δ15N in human dental calculus and comparison to bone collagen and apatite isotopes », JAS no 52, 2014, London, p. 64-71.